# Zaphne zetterstedti
Zaphne zetterstedti är en tvåvingeart som först beskrevs av Ringdahl 1918.  Zaphne zetterstedti ingår i släktet Zaphne och familjen blomsterflugor. Inga underarter finns listade i Catalogue of Life.